# آيت توفاوت (سيدي امزال)
آيت توفاوت هي إحدى مشيخات المملكة المغربية، تتبع جغرافيا لإقليم تارودانت وإداريًا لسيدي امزال. يقدر عدد سكانها بـ 2491 نسمة حسب الإحصاء الرسمي للسكان والسكنى لسنة 2004.